# Comuna Langeland
Langeland (Langeland Kommune) este o comună din regiunea Syddanmark, Danemarca, cu o suprafață totală de 291,07 km².